# Andrew Cunanan
Andrew Phillip Cunanan (National City, 1969. augusztus 31. – Miami Beach Architectural District, 1997. július 23.) amerikai sorozatgyilkos, aki legalább öt embert ölt meg, köztük a világhírű olasz divattervezőt, Gianni Versacét és az ingatlanfejlesztő Lee Miglint. A gyilkosságok 1997 közepén, április és július között történtek. Cunanan felkerült az FBI által legkeresettebb tíz bűnöző listájára is. A gyilkosságok sorozata 1997. július 23-án ért véget véglegesen, amikor Cunanan 27 évesen öngyilkosságot követett el.
Életének utolsó éveiben Cunanan munkanélküli volt, idejét idősebb, tehetős férfiak mellett töltötte. Pénzüket elköltve próbálta ismerőseit lenyűgözni a helyi meleg közösségben, például nem egyszer kifizette más számláját éttermekben. 1996-ban, egy évvel a gyilkosságok kezdete előtt, egyik milliomos barátja ezt megelégelve kidobta Cunanant.

## Fiatalkora
Cunanan a Kalifornia állambeli National Cityben született Modesto „Pete” Cunanan és az olasz származású Mary Anne Schillaci negyedik gyermekeként. Modesto Cunanan a Vietnámi háborúban szolgált, amikor fia született.
1981-ben Cunanan édesapja független iskolába helyezte át fiát San Diegóban. A tanárok elmondása szerint Cunanan okos volt és szeretett beszélni, egy teszt során kiderült, hogy IQ-ja a 147-et is eléri. Tinédzserként azonban hazugságairól vált ismertté az iskolában, különböző történeteket talált ki családjáról és magánéletéről. Külsejét gyakran változtatta, mindig úgy nézett ki, ahogy az adott pillanatban megkívánta.
19 éves korában édesapja elhagyta a családot, hogy elmeneküljön az igazságszolgáltatás elől; a férfit sikkasztással vádolták. Ugyanabban az évben édesanyja megtudta, hogy fia homoszexuális. Egy későbbi vita során Cunanan a falhoz lökte édesanyját, amely során kiugrott a nő válla. A későbbi vizsgálatok azt mutatták, hogy Cunanan pszichopata volt és antiszociális személyiségzavarban szenvedett.
1987-ben a középiskola elvégzését követően beiratkozott a San Diegó-i Kaliforniai Egyetem történelem szakjára. Innen azonban hamar lemorzsolódott és elköltözött San Franciscóba.

## Gyilkosságok

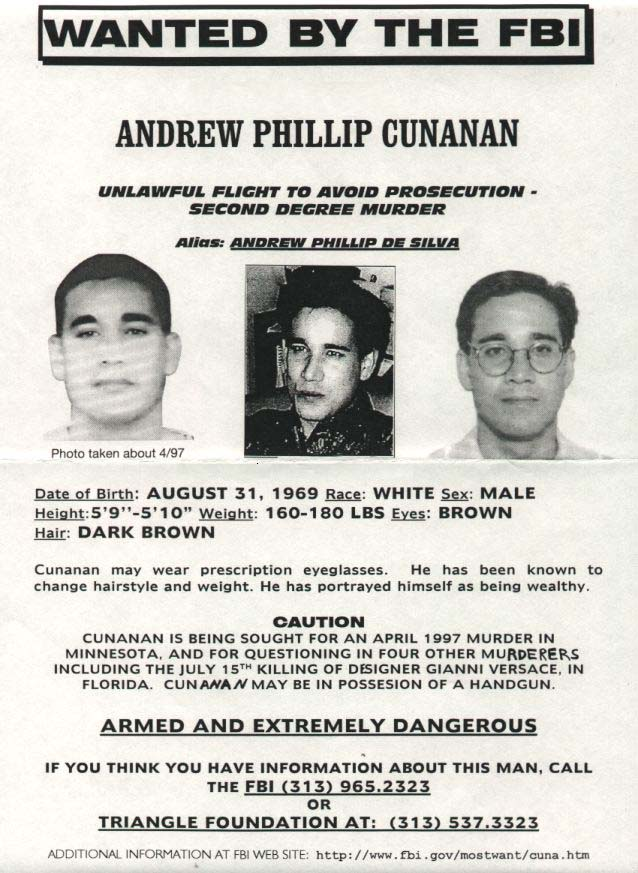
Cunanan körözési plakátja (1997)

A Cunanan-gyilkosságok 1997. április 27-én vették kezdetüket Minneapolisban a férfi ismerősének, Jeffrey Trail korábbi hadi tengerész meggyilkolásával. Egy vitát követően Cunanan kalapáccsal verte agyon Trailt. Testét egy szőnyegbe csavarva a kamrában találták meg David Madson, Cunanan következő áldozatának lakásában.
Második áldozata az építész David Madson volt, Cunanan egykori szeretője. Testét 1997. május 3-án találták meg a minnesotai Rush tó partján. Halálát többszöri lövés okozta, melyek a fejét és a hátát érték.
Cunanan ezután Chicagóba utazott és május 4-én meggyilkolta a 72 éves elismert ingatlanfejlesztőt, Lee Miglint. A milliomos férfival különös kegyetlenséggel végzett Cunanan: szigetelőszalaggal beburkolta a testét, majd egy láncfűrésszel levágta a fejét. Tettét követően az FBI hamar beazonosította a támadót, aki ezután felkerült az Egyesült Államok legkeresettebb tíz bűnözőjének listájára.
Öt nappal később Cunanan már New Jerseyben volt Miglin autójával. Pennsville kis településén ölte meg negyedik áldozatát, a 45 éves temetőgondnokot William Reese-t, majd ellopta kis teherautóját. A férfit agyonlőtte. Miközben tartott a hajtóvadászat Cunanan után, ő a floridai Miami Beach felé vette irányát, ahol több hetet várt következő gyilkosságával. Tartózkodása során többször is saját nevét használva próbálta lopott dolgait zálogházba adni.
1997. július 15-én Miamiban meggyilkolta a világhírű olasz divattervezőt, Gianni Versacét. A Versace divatház alapítóját kétszer lőtte fejbe a férfi villájának lépcsőjén. Egy szemtanú a gyilkosságot követően üldözőbe vette Cunanant, de végül nem tudta utolérni. Reese ellopott furgonját, Cunanan ruháját és útlevelét a gyilkosságokról szóló kivágott újságcikkekkel együtt megtalálták egy közeli parkolóházban.

## Halála
1997. július 23-án, nyolc nappal Versace meggyilkolását követően, Cunanan fejbe lőtte magát egy Miami Beach-i csónakházban. Öngyilkossága során ugyanazt a fegyvert használta, amelyet korábban Madson, Reese, és Versace ellen szegezett. Cunanan hamvait San Diegóban helyezték el a Holy Cross Katolikus Temetőben.

## Indítéka
Cunanan tetteire a mai napig nincs magyarázat. A gyilkosságok idején a közvélemény és a sajtó úgy vélte, hogy a férfi azután kezdett ámokfutásba, hogy tudomására került HIV-fertőzöttsége, boncolásakor azonban kiderült, hogy nem kapta el a vírust.
A rendőrök átkutatták a csónakházat, ahol Cunanan fejbe lőtte magát, búcsúlevelet azonban nem találtak. A gyilkosságokra tehát nem találtak magyarázatot. Cunanan arról híresült el, hogy milliomos homoszexuális férfiak pénzét és az ezáltal kinyílt új lehetőségeket élvezte.

## A populáris kultúrában
Cunanan gyilkosságait többször is filmvászonra vitték. 1998-ban bemutatták a Versace gyilkosság című filmet, melyben a gyilkost Shane Perdue alakította. 2013-ban Luke Morrison szereplésével mutatták be A Versace-ház című tévéfilmet. 2018 januárjában került képernyőkre az American Crime Story című sorozat második évadja, amely a The Assassination of Gianni Versace alcímet kapta; Cunanant Darren Criss alakítja.
Az amerikai Court TV (jelenleg TruTV) Mugshots című sorozatához készült egy epizód Andrew Cunanan The Versace Killer címmel.